# 林元甫
林元甫（1445年—1508年），初名林普長，字元甫，更字秉仁，號豫齋，福建承宣布政使司興化府莆田縣（今福建省莆田市）人，明朝政治人物。

## 生平
早年出身府學生，福建鄉試第六十七名。成化十一年（1475年）乙未科會試第三十六名，殿試登進士第三甲第一百六十三名。授工科給事中，充占城册封正使，因言事忤旨，調外任。丁母憂，補南京禮科給事中，復丁父憂歸。弘治初復禮科給事中，四年七月升兵科左，遷禮科都給事中，六年七月升任山東布政司左參政，十一年十月升雲南右布政使，十二年九月升陕西左布政使，十六年擔任四川巡撫都御史，十七年二月与贵州巡抚劉洪互相調任，十八年四月因松潘强贼之变，副总兵韩雄轻敌兵败，林元甫亦被逮入京。事白，調雲南巡撫，告病歸。正德三年（1508年）去世，年六十四。

## 家族
曾祖父林原真。祖父林宏泰。父亲林良弼。子林有恒，都察院都事；次有章，次林有孚，与从子林有年并为御史。